# Ungarischer Sankt-Stephans-Orden

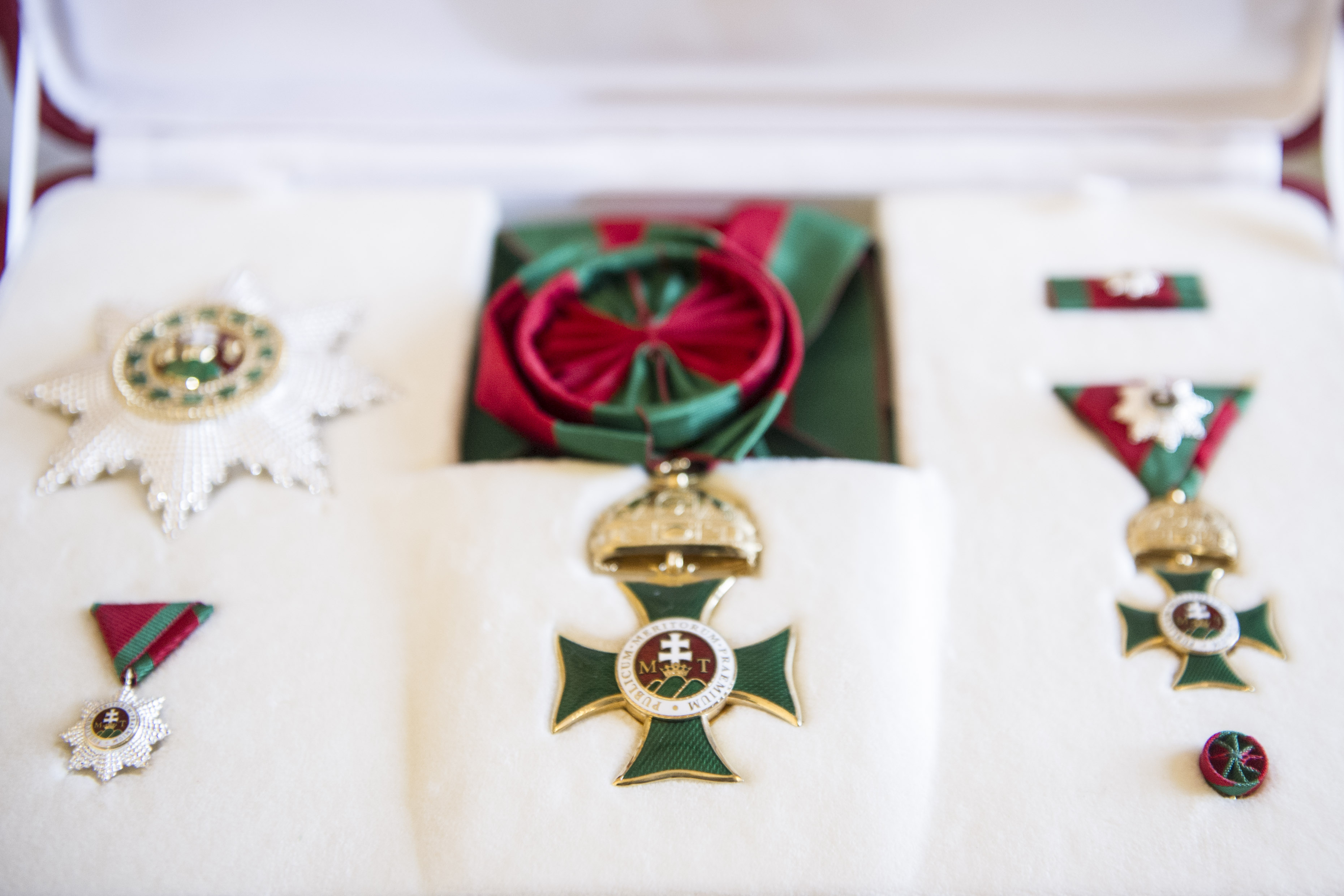
Sankt Stephans-Orden, Ausführung für Herren (l.: Bruststern und Miniatur; m.: Kreuz mit Schärpe; r.: Bandschnalle, Kleindekoration und Rosette)

Der Ungarische Sankt-Stephans-Orden (ungarisch Magyar Szent István-rend) ist der höchste Verdienstorden Ungarns. Er wurde im Jahre 2011 unter Ministerpräsident Viktor Orbán gestiftet. Er wird vor allem an Künstler, Wissenschaftler und Sportler verliehen, die sich international um Ungarn verdient gemacht haben. In Namen und Ordensdekoration versteht er sich als Nachfolger des k.u. Sankt-Stephans-Ordens, der 1764 von Maria Theresia gestiftet wurde. Anders als dieser ist der moderne Orden nicht in Ordensklassen unterteilt.

## Vorgeschichte

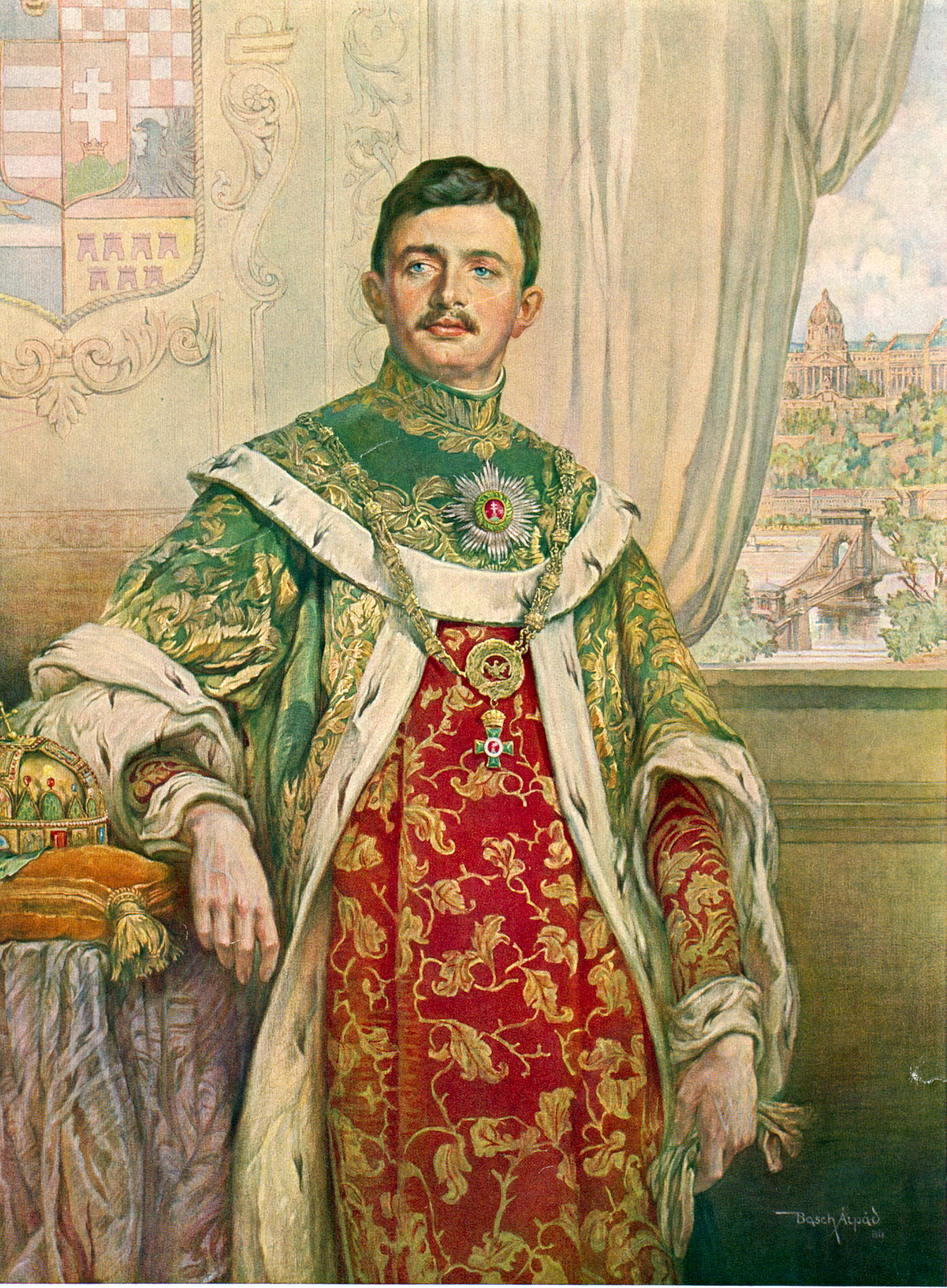
Kaiser Karl I. als Apostolischer König von Ungarn im Ordensornat.

Der k.u. Sankt-Stephans-Orden war der älteste Zivilverdienstorden der Welt und der höchste der Habsburgermonarchie. Er wurde bis zum Ende der Monarchie 1918 vor allem an hohe Beamte und zivile Staatsdiener verliehen.
Im Jahre 1938 wurde der Sankt-Stephans-Orden (mit Ordensinsignien in der Form von 1764) im Königreich Ungarn von Reichsverweser Miklós Horthy als ranghöchster ziviler Verdienstorden geschaffen, jedoch bis 1944 nur viermal verliehen: am 26. September 1940 an Graf Pál Teleki, August 1940 an Joachim von Ribbentrop (Zweiter Wiener Schiedsspruch), am 12. Februar 1943 an István Uray und 1944 an den Primas von Ungarn Serédi.

## Ordensdekoration

Bandschnalle

Die Ordensdekoration entspricht den Großkreuzinsignien des königlich-ungarischen Ordens.
Das Ordenszeichen besteht aus einem grün emaillierten, goldgeränderten und mit der ungarischen Stephanskrone gekrönten Tatzenkreuz, dessen rot emaillierter Mittelschild das Doppelkreuz (Patriarchenkreuz) aus dem Wappen Ungarns über einer Krone und drei grünen Hügeln zeigt, flankiert von den Buchstaben des Monogramms
M T (Maria Theresia)
und umgeben von der Ordensdevise
Publicum meritorum praemium (Öffentliche Belohnung der Verdienstvollen)
. Auf dem Revers steht, umgeben von einem Eichenkranz,
STO.ST.R.I.AP. (Sancto Stephano Regi Apostolico – Dem Heiligen Apostolischen König Stephan)
.
Das Ordenskreuz wird an einem breiten roten, grün geränderten Schulterband von der rechten Schulter zur linken Hüfte getragen. Dazu wird auf der linken Brustseite ein silberner Bruststern mit dem Ordensmedaillon in der Mitte getragen.

## Liste der Träger
- Pál Schmitt (2011)
- János Áder (ex officio, 2012)
- Krisztina Egerszegi (2013)
- Alexandre Lamfalussy (2013)
- Ernő Rubik (2014)
- Imre Kertész (2014)[1]
- Judit Polgár (2015)
- Peter Eötvös – Komponist (2015)
- Éva Marton – Opernsängerin (2016)

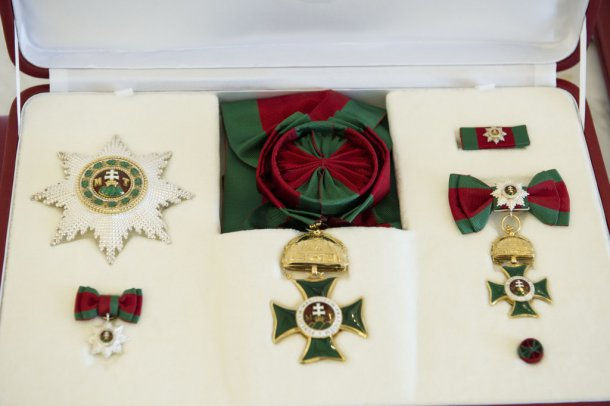
Sankt Stephans-Orden, Ausführung für Damen (l.: Bruststern und Miniatur; m.: Kreuz mit Schärpe; r.: Bandschnalle, Kleindekoration und Rosette)

- Ádám Makkai – Schriftsteller (2016)[2]
- Péter Erdő – Erzbischof von Esztergom-Budapest und Primas von Ungarn (2017)
- Tamás Vásáry – Pianist und Musikpädagoge (2017)[3]
- Paul Demény – Bevölkerungswissenschaftler, Erfinder des Demény Wahl-systems (2018)
- Botond Roska – Neurowissenschaftler (2019)
- Endre Szemerédi – Mathematiker, der sich mit Kombinatorik (Graphentheorie), Informatik und Zahlentheorie beschäftigt (2020)[4]
- László Lovász (2021)
- Szilveszter E. Vizi (2021)
- Katalin Novák (ex officio, 2022)
- Erika Miklósa (2022)
- Ferenc Rofusz (2022)
- Sándor Csányi (2023)
- Áron Szilágyi (2023)
- Katalin Karikó (2023)[5]
- Ferenc Krausz (2024)
- Tamás Sulyok (ex officio, 2024)